# بیت غوفرین (اسرائیل)
بیت غوفرین (به لاتین: Beit Guvrin) یک منطقهٔ مسکونی در اسرائیل است که در جنوب واقع شده‌است.